# 控制狂
操控性格，或控制狂、掌控癖（英語：control freak）是與異常心理學有關的貶義俗語，指的是試圖支配週遭一切事情的人。這個詞也可以指想要讓某些事以特定方式進行的人，他們會嚴格執行紀律，要求絕對服從，不願聽取他人意見，英語經常會使用 martinet 一詞形容這類人行徑，其詞境則類似中文所謂的苛刻，在歐美亦有以俚語"後座駕駛"（backseat driver；指揮著駕駛怎麼開車的後座乘客）用來稱呼控制狂令人厭惡的行徑 。控制狂一詞並非醫學術語，但臨床心理學家認為此行為與某些人格障礙有關，例如強迫型人格障礙（不同於強迫症）及自戀型人格疾患。人來自生物害怕被傷害的恐懼而發動攻擊。臨床心理學教授雷斯·派瑞特寫道：「控制狂是指比你更關心某件事，而且會一直堅持己見以獨行其是的人。」
人來自生物害怕被傷害的恐懼而發動攻擊（行使負面行為），缺乏安全感。控制狂常希望改变周围的环境，因他们时常难以适应遇到的人事物，也难以调节自身的情绪波动。控制狂的主要特征以下几点特征：
1、花很多时间试图说服别人，让别人认同他们的看法，按他们的意思去做，要不就独来独往，非要与人搭档时，他们也会试图成为领导者，让别人按他们的意思做事。
2、试图以自己的力量阻止坏事发生，因为他们不相信坏事发生时他们能够有能力处理。
3、相信自己可以主宰成败，因他们只相信努力就能达到目标，若失败也难以自我检讨，自责自己的过失。
4、面对任何情感关系都以自己的想法和需求为优先。
5、不到万不得已不会将工作分派给别人完成，如果非要分派也会严密监督，因他们认为别人做还不如自己做得快做得好。
6、对于别人的失败和错误无法用同理心看待，无论任何因素导致的失败都不值得同情，而要检讨自己的问题。